# Albert Campbell
Pour les articles homonymes, voir Campbell.
Albert Charles Campbell est un chanteur américain ayant enregistré diverses chanson entre les années 1890 et 1920. Il est principalement connu pour avoir enregistré des duos avec Henry Burr, ainsi que membre du groupe Peerless Quartet, mais est aussi à l'origine de succès commerciaux en solo sous son propre nom et sous divers pseudonymes tels que Frank Howard. 

## Biographie
Campbell, né le 17 août 1872 à Greenpoint dans l'État de New York, travaille pendant sa jeunesse pour les éditeurs de musique Edward B. Marks et Jos. W. Stern,.